# Austrália nos Jogos Olímpicos
A Austrália enviou atletas para quase todas as edições dos Jogos Olímpicos da Era Moderna.  O país competiu em todos os Jogos Olímpicos de Verão e na maioria dos Jogos Olímpicos de Inverno, disputando todos desde 1952.
O Comitê Olímpico Australiano foi fundado e reconhecido em 1895.
Edwin Flack foi o primeiro atleta a representar a Austrália nas Olimpíadas. Ele ganhou o ouro nos 800 metros e nos 1500 metros dos Jogos Olímpicos de Verão de 1896, em Atenas, Grécia.
Em 1908 e 1912, a Austrália competiu com a Nova Zelândia sob o nome Australásia.
O país foi sede dos Jogos em duas edições. Em 1956 em Melbourne e em 2000 em Sydney, terminando em 3º e 4º lugares nos respectivos quadros de medalhas..
Nos Jogos de Verão desde 2000, a Austrália ficou em 4º, 4º e 6º, respectivamente. Como a Austrália tem uma população de apenas cerca de 20 milhões de pessoas (53º lugar no mundo). Esse fato é frequentemente citado como digno de nota pela maioria da mídia do país. Todavia, outros observadores sugerem que isto pode ser um resultado das quantias desproporcionais que o Governo Australiano injetou em esportes de elite com a intenção específica de aumentar as medalhas de ouro nas Olimpíadas.
Muitas das medalhas de ouro da Austrália vieram da Natação, um esporte bastante popular no país, com atletas do quilate de Dawn Fraser a Ian Thorpe figurando entre os maiores atletas mundiais de todos os tempos. Outros esportes em que a Austrália se destacou historicamente são:
- Hóquei sobre grama, com o time feminino ganhando três medalhas de ouro entre 1988 e 2000, e o masculino ganhando em 2004;
- Ciclismo, principalmente o de pista;
- Remo;
- Hipismo, principalmente nos eventos de três dias;
- e Vela.

A Austrália trata competições esportivas internacionais, particularmente as Olimpíadas, de forma muito séria, e provê um grande apoio financeiro por parte do governo, além de apoio de técnicos para atletas de elite, parcialmente através do Instituto de Esporte Australiano.
A Austrália tem sido modestamente bem-sucedida nos eventos do Atletismo, particularmente em épocas mais recentes.  Historicamente, Betty Cuthbert é a corredora mais bem-sucedida da Austrália. Cathy Freeman ganhou uma medalha de ouro nos 400 metros nos Jogos Olímpicos de Verão de 2000, em Sydney.
A Austrália não ganhou medalha nos Jogos Olímpicos de Inverno até 1994, mas tem obtido classificações cada vez melhores no quadro de medalhas desde então. Isso é um reflexo do aumento do apoio financeiro ao time das Olimpíadas de Inverno do país.

## Quadro de Medalhas

### Medalhas por Jogos de Verão
| Jogos                                | Atletas | Ouro                            | Prata                           | Bronze                          | Total                           | Posição |
| 1896 Atenas                          | 1       | 2                               | 0                               | 0                               | 2                               | 8       |
| 1900 Paris                           | 3       | 2                               | 0                               | 3                               | 5                               | 9       |
| 1904 St. Louis                       | 2       | 0                               | 0                               | 0                               | 0                               | –       |
| 1908 Londres                         | 29      | como parte da Australásia (ANZ) | como parte da Australásia (ANZ) | como parte da Australásia (ANZ) | como parte da Australásia (ANZ) | 11      |
| 1912 Estocolmo                       | 28      | como parte da Australásia (ANZ) | como parte da Australásia (ANZ) | como parte da Australásia (ANZ) | como parte da Australásia (ANZ) | 12      |
| 1920 Antuérpia                       | 13      | 0                               | 2                               | 1                               | 3                               | 16      |
| 1924 Paris                           | 37      | 3                               | 1                               | 2                               | 6                               | 11      |
| 1928 Amsterdã                        | 18      | 1                               | 2                               | 1                               | 4                               | 19      |
| 1932 Los Angeles                     | 12      | 3                               | 1                               | 1                               | 5                               | 10      |
| 1936 Berlim                          | 33      | 0                               | 0                               | 1                               | 1                               | 30      |
| 1948 Londres                         | 77      | 2                               | 6                               | 5                               | 13                              | 14      |
| 1952 Helsinque                       | 85      | 6                               | 2                               | 3                               | 11                              | 9       |
| 1956 Melbourne/Estocolmo (país-sede) | 314     | 13                              | 8                               | 14                              | 35                              | 3       |
| 1960 Roma                            | 188     | 8                               | 8                               | 6                               | 22                              | 5       |
| 1964 Tóquio                          | 234     | 6                               | 2                               | 10                              | 18                              | 8       |
| 1968 Cidade do México                | 175     | 5                               | 7                               | 5                               | 17                              | 9       |
| 1972 Munique                         | 173     | 8                               | 7                               | 2                               | 17                              | 6       |
| 1976 Montreal                        | 184     | 0                               | 1                               | 4                               | 5                               | 32      |
| 1980 Moscou                          | 123     | 2                               | 2                               | 5                               | 9                               | 15      |
| 1984 Los Angeles                     | 240     | 4                               | 8                               | 12                              | 24                              | 14      |
| 1988 Seul                            | 270     | 3                               | 6                               | 5                               | 14                              | 15      |
| 1992 Barcelona                       | 290     | 7                               | 9                               | 11                              | 27                              | 10      |
| 1996 Atlanta                         | 424     | 9                               | 9                               | 23                              | 41                              | 7       |
| 2000 Sydney (país-sede)              | 630     | 16                              | 25                              | 17                              | 58                              | 4       |
| 2004 Atenas                          | 482     | 17                              | 16                              | 17                              | 50                              | 4       |
| 2008 Pequim                          | 433     | 14                              | 15                              | 17                              | 46                              | 6       |
| 2012 Londres                         | 410     | 8                               | 15                              | 12                              | 35                              | 9       |
| 2016 Rio de Janeiro                  | 421     | 8                               | 11                              | 10                              | 29                              | 10      |
| Total (AUS)                          |         | 147                             | 163                             | 187                             | 497                             | 11      |
| Total (ANZ)                          |         | 3                               | 4                               | 4                               | 11                              |         |

### Medalhas por Jogos de Inverno
| Jogos                            | Ouro           | Prata          | Bronze         | Total          | Posição        |
| 1924 Chamonix - 1932 Lake Placid | não participou | não participou | não participou | não participou | não participou |
| 1936 Garmisch-Partenkirchen      | 0              | 0              | 0              | 0              | -              |
| 1948 St. Moritz                  | não participou | não participou | não participou | não participou | não participou |
| 1952 Oslo - 1992 Albertville     | 0              | 0              | 0              | 0              | -              |
| 1994 Lillehammer                 | 0              | 0              | 1              | 1              | 22             |
| 1998 Nagano                      | 0              | 0              | 1              | 1              | 22             |
| 2002 Salt Lake City              | 2              | 0              | 0              | 2              | 15             |
| 2006 Turim                       | 1              | 0              | 1              | 2              | 17             |
| 2010 Vancouver                   | 2              | 1              | 0              | 3              | 13             |
| 2014 Sochi                       | 0              | 2              | 1              | 3              | 24             |
| Total                            | 5              | 3              | 4              | 12             | 21             |

### Medalhas por Esportes (Verão e Inverno)
| Esporte                                | Ouro | Prata | Bronze | Total |
| Natação                                | 60   | 64    | 64     | 188   |
| Atletismo                              | 21   | 26    | 26     | 73    |
| Ciclismo                               | 14   | 19    | 18     | 51    |
| Remo                                   | 11   | 15    | 14     | 40    |
| Vela                                   | 11   | 8     | 8      | 27    |
| Hipismo                                | 6    | 3     | 3      | 12    |
| Tiro                                   | 5    | 1     | 5      | 11    |
| Hóquei sobre grama                     | 4    | 3     | 5      | 12    |
| Canoagem                               | 3    | 8     | 13     | 24    |
| Saltos ornamentais                     | 3    | 3     | 7      | 13    |
| Esqui estilo livre                     | 3    | 2     | 2      | 7     |
| Triatlo                                | 1    | 2     | 2      | 5     |
| Tênis                                  | 1    | 1     | 3      | 5     |
| Halterofilismo                         | 1    | 1     | 2      | 4     |
| Taekwondo                              | 1    | 1     | 0      | 2     |
| Snowboard                              | 1    | 1     | 0      | 2     |
| Polo aquático                          | 1    | 0     | 2      | 3     |
| Tiro com arco                          | 1    | 0     | 2      | 3     |
| Patinação de velocidade em pista curta | 1    | 0     | 1      | 2     |
| Voleibol de praia                      | 1    | 0     | 1      | 2     |
| Pentatlo moderno                       | 1    | 0     | 0      | 1     |
| Rugby                                  | 1    | 0     | 0      | 1     |
| Basquetebol                            | 0    | 3     | 2      | 5     |
| Boxe                                   | 0    | 1     | 3      | 4     |
| Softbol                                | 0    | 1     | 3      | 4     |
| Lutas                                  | 0    | 1     | 2      | 3     |
| Ginástica                              | 0    | 1     | 0      | 1     |
| Beisebol                               | 0    | 1     | 0      | 1     |
| Judô                                   | 0    | 0     | 2      | 2     |
| Esqui alpino                           | 0    | 0     | 1      | 1     |
| Total                                  | 152  | 166   | 191    | 509   |

Esse total não inclui 11 medalhas conquistadas por atletas australianos competindo pela Australásia em 1908 e 1912:nove medalhas individuais,uma por um time exclusivamente australiano e uma por um time combinado.